# Grégoire IX
Pour les articles homonymes, voir Hugolin.
Grégoire IX, né Ugolino de Anagni ou Hugolin d'Anagni, parfois aussi appelé Ugolino dei Conti di Segni ou Hugo dit Hugolin des comtes de Segni (c. 1145 ou avant 1170 – 22 août 1241), est le 178e pape de l’Église catholique de 1227 à 1241, après avoir été évêque d'Ostie de 1206 à 1227. Successeur du pape Honorius III, il hérite des traditions de Grégoire VII et de son cousin Innocent III. Son pontificat est marqué par un intense travail de codification, la création de l'Inquisition, ainsi que par des conflits avec l'empereur du Saint-Empire et avec les rois de France et d'Angleterre, mais aussi avec la population de Rome.

## Histoire et tradition
Grégoire IX puis Innocent IV reprennent les théories théocratiques d'Innocent III, son cousin, justifiant la souveraineté absolue du pape par la fausse donation de Constantin, le transfert du pouvoir impérial d’Orient vers l’Occident, la consécration par laquelle seul le pape fait l’empereur, ou encore la théorie des deux glaives.
L'un des premiers actes du pape Grégoire IX fut de suspendre l'empereur Frédéric II du Saint-Empire de Hohenstaufen, pour son retard à entreprendre la sixième croisade. La suspension fut suivie par la première excommunication prononcée en 1227 en la cathédrale d'Anagni et des menaces de déposition après que Frédéric II se fut plaint de ce traitement auprès des autres souverains. L'empereur tenta une invasion des États pontificaux en 1228 mais elle échoua et il fut contraint d'implorer l'absolution ainsi que la levée de l'excommunication.
Le 13 avril 1231, Grégoire IX publia la bulle Parens Scientiarum Universitas, qui traite des privilèges et des interdits concernant les universitaires. Il se méfie de la dialectique et n'accorde à la logique qu'un rôle d'instrument. Il ramène la philosophie elle-même à sa fonction dialectique : « Que les maîtres de théologie ne fassent pas ostentation de philosophie ».
Les Romains se soulevèrent contre le pape après cette période et il dut s'exiler à Anagni et demander l'aide de Frédéric II contre les citoyens de la Ville éternelle en 1232.
Une lettre du pape Grégoire IX du 2 juillet 1233, permet de préciser les abbayes : diocèses de : Bourges (abbaye Saint-Satur et abbaye Saint-Ambroix), Sens (abbaye du Jard), Meaux (Abbaye de Juilly), Arras (abbaye Notre-Dame d'Eaucourt), Orléans (abbaye Saint-Euverte d'Orléans), Senlis (Oise) (abbaye Saint-Vincent et abbaye de la Victoire), Noyon (Abbaye Saint-Barthélémy), Rouen (abbaye Notre-Dame d'Eu), Cambrai (abbaye Notre-Dame de Cantimpré), mais aussi à Sancerre, en Italie, au Danemark et même en Angleterre.
Les hostilités entre l'Empereur et le pape reprirent ensuite et le Pape renouvela une excommunication en 1239, ce qui déclencha une nouvelle guerre dont Grégoire IX ne vit pas la fin puisqu'il mourut le 22 août 1241.
Le pape, qui avait été un avocat érudit, fit réunir en 1234 la Nova Compilatio Decretalium (Nouvelle compilation des décrétales). C'est également lui qui organisa la canonisation de sainte Élisabeth de Hongrie, Dominique de Guzmán, Antoine de Padoue, et François d'Assise, qu'il avait personnellement connus. Enfin, il institua l'Inquisition en 1231[réf. nécessaire], et en confia l'exécution aux frères mendiants (franciscains et dominicains). Ainsi, il enleva au pouvoir laïque le pouvoir doctrinal de juger, mais faute d'effectifs suffisant, l'Inquisition devra s'appuyer sur les princes locaux, qui trouveront les moyens de renforcer leurs pouvoirs. À la demande de son inquisiteur exerçant en Allemagne Conrad de Marbourg, il édicta en 1233 la première bulle de l’histoire contre les sorcières[réf. nécessaire], Vox in Rama en décrivant le sabbat des sorciers et leur culte du diable. Parmi ses nombreuses particularités, cette bulle considère le chat ainsi que le crapaud comme une incarnation du Diable.
Plusieurs hypothèses sont avancées pour justifier cette haine des chats par l'Église, qui a abouti à une diminution importante de la population féline dans les années suivant cette publication : les pupilles verticales comme les vipères ; l'appétit sexuel ; la paresse à cause de ses longues périodes de sommeil diurne. De cette bulle est resté en Europe la superstition du chat noir.

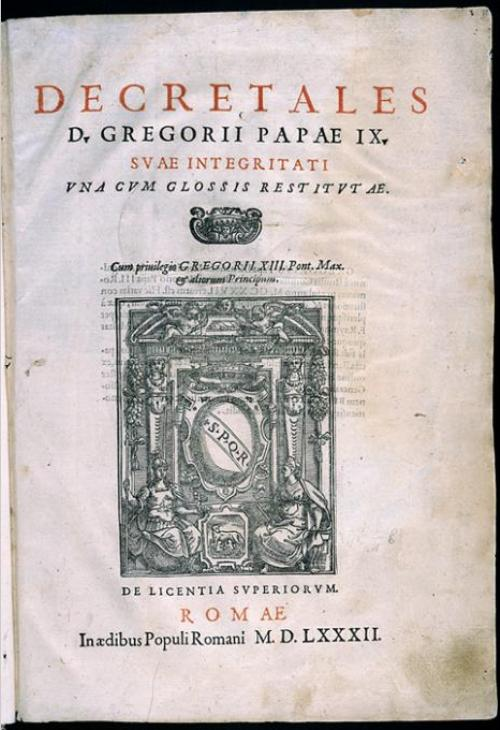
Decretales publiées en 1582.

À l'occasion d'émeutes en France, « Grégoire IX est contraint de protéger les Juifs de France par la bulle Etsi judaeocum, », mais par une autre bulle de 1239, Si vera sunt, il ordonne la saisie et l'examen de la littérature juive, préludant aux autodafés de grandes quantités de Talmud entre les XIIIe et XVIe siècles ; antérieurement il avait accordé aux Croisés contre Albi un moratoire sur leurs dettes à des Juifs, et il est intervenu plusieurs fois contre les Juifs de Hongrie, Castille, Portugal, réactivant des décrets discriminatoires contre eux,.

### Relation avec les ordres mendiants
Gregoire IX est connu pour sa proximité envers les ordres mendiants dont il soutient le développement.

## Bulles
(liste non exhaustive : voir Décrétales de Grégoire IX)
- 1227 - bulle du 15 octobre 1227, signée de treize cardinaux, et faisant défense à quiconque de troubler la paix des moines de la chartreuse Notre-Dame d'Apponay, sous peine d'excommunication et d'être déchus de toutes charges, dignités, etc.[12].
- 1231 - bulle de février 1231 Excommunicamus et anathesimus, qui établit l'emprisonnement à vie pour les repentis, mais la peine de mort, ou « peine du feu », pour les réfractaires qui étaient alors livrés au bras séculier[13].
- 1231 - Parens Scientiarum Universitas, privilèges et interdits concernant les universitaires.
- 1233 - Vox in Rama, première bulle contre la sorcellerie.
- 1233 - bulle du 22 avril 1233 Ille Humanigeris, dans laquelle le pape confie l'Inquisition pontificale dans le Midi aux Frères prêcheurs. Les Dominicains deviennent « les juges délégués par l'autorité du Saint-Siège à l'Inquisition de la perversité hérétique »[14].
- 1234 - Rex pacificus (promulgation du Liber extra ou Liber decretalium, second élément, après le Décret de Gratien, du Corpus iuris canonici). dispensant les monastères de l'ordre de Cîteaux de ne payer « aucune redevance sous prétexte de patronage, advocatie, ou garde-gardienne », et défend aux évêques de se mêler des élections, installations, punitions, dépositions, des abbés et abbesses[15].
- 1236 - bulle avec sceau accordant dérogation concernant les offices à l'abbaye de Saint-Martin d'Autun (Archives municipales d'Autun)[16].

## Dans les beaux-arts
Auprès du palais du Vatican, une œuvre de Raphaël se consacrait au pape Grégoire IX. Il s'agit de la Remise des Décrétales dans la chambre de la Signature.
|                                                                   |
| Les Vertus cardinales et théologales (1511) du palais du Vatican. |

|                                                                                              |
| En détail : approbation du pape Grégoire IX recevant les Décrétales de Raymond de Penyafort. |